# Ioan Gruffudd
Ioan Gruffudd (Llwydcoed, Aberdare, Gales; 6 de octubre de 1973) es un actor británico nacionalizado estadounidense, conocido por interpretar a Mr. Fantástico en dos películas de Los 4 Fantásticos y por aparecer en la película de James Cameron Titanic como el quinto oficial Harold Lowe.

## Familia y educación
Gruffudd nació en Llwydcoed, Aberdare, Gales. Sus padres, Peter y Gillian (de soltera James) Gruffudd, eran maestros. Su padre fue director de dos escuelas integrales de Gales en Gales del Sur, primero la Ysgol Gyfun Llanhari en Llanharry, Rhondda Cynon Taf, y más tarde la Ysgol Gyfun Rhydfelen en la iglesia del pueblo de Llantwit Fardre, Rhondda Cynon Taf.
Tiene dos hermanos, Alun (nacido en 1975) y Siwan (nacida en 1980). Los hermanos Gruffudd crecieron en un hogar protestante e inconformista. 
El nombre galés Ioan, pronunciado "Yo-Ann", es el equivalente de "John", y "Gruffudd" corresponde al "Griffith" anglosajón.
Durante sus primeros años, su familia se trasladó a Cardiff. Gruffudd asistió a la Ysgol Gynradd Gymraeg Aberdar (Ynyslwyd, ahora situado en Cwmdare), la Ysgol Gymraeg Melin Gruffydd en Whitchurch, Cardiff, y la Ysgol Gyfun Gymraeg Glantaf en Llandaff.
De joven, fue un consumado oboísta, alcanzando el nivel de grado 8 en los exámenes de música ABRSM. Perteneció a la Orquesta de Glamorgan del Sur durante varios años, pero renunció porque actuar le ocupaba la mayor parte del tiempo. Ganó premios por su voz de barítono alto en la escuela, incluyendo uno en el Eisteddfod Nacional. Ha dicho: «Como galés crecí en una cultura de cantar y tocar música, y yo creo que fue a través de esta realización que se me dio mi confianza como actor».
Los padres de Gruffudd son cristianos comprometidos y era miembro de la Iglesia de Cristo de Londres, pero su madre después llegó a Londres para "aclararle" sus ideas. En junio de 2007, dijo que «no me describiría como profundamente religioso».

## Carrera como actor

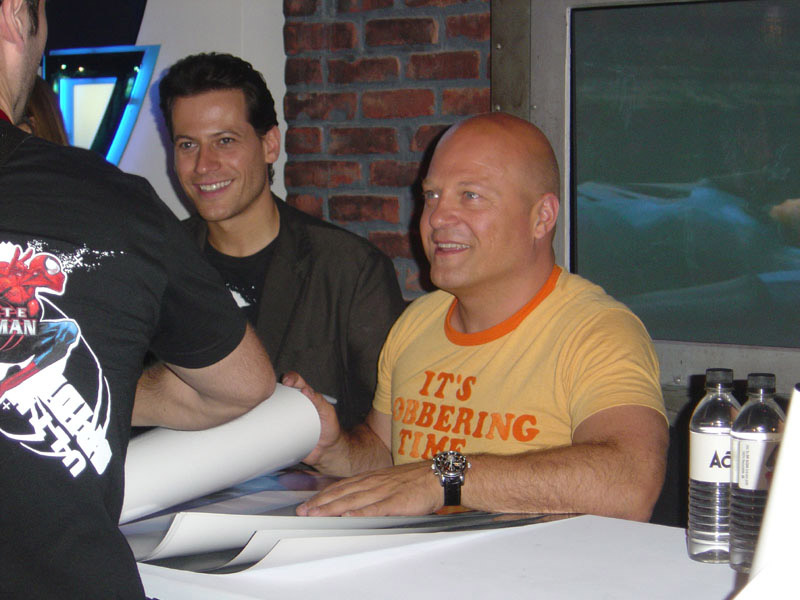
Gruffudd y Michael Chiklis firmando autógrafos
en 2005.

Gruffudd comenzó su carrera dramática a los 12 años en una película de televisión galesa llamada Austin. Más tarde se incorporó al reparto de la serie Pobol y Cwm. A los 18 años ingresó en la Royal Academy of Dramatic Art (RADA) en Londres.
Su primer papel en inglés fue en la versión televisiva de Poldark en 1996. Después de interpretar al amante de Oscar Wilde en la película Wilde en 1997, consiguió su primer papel internacional como el 5º oficial Harold Lowe en Titanic.
Más tarde, consiguió su papel más conocido, Horatio Hornblower en la producción de ITV de las célebres novelas de C.S. Forester. A continuación, interpretó a Pip en Great Expectations, una producción de las novelas de Charles Dickens para la BBC.También ha participado en "102 Dalmatians", la adaptación de ITV de The Forsyte Saga, Solomon and Gaenor (nominada para el Óscar a la mejor película de habla no inglesa en 1999), Black Hawk Down, y luego Fantastic Four. Además, participó en el video Uptown Girl de Westlife.
Tuvo un pequeño papel en la cinta cómica Quiero matar a mi jefe, como un fetichista que orinaba sobre las personas por dinero.
Para muchos sin duda, este actor alcanzó mayor notoriedad en 2007 tras participar en Los 4 Fantásticos como el Dr. Reed Richards, completándose el elenco de la película con Chris Evans, Jessica Alba, Michael Chiklis, entre otros. Más tarde participaría con el mismo personaje en Los 4 Fantásticos y Silver Surfer. Iba a haber una tercera película del grupo, pero finalmente la franquicia se reinició.
Más adelante, ha sido visto en la serie de televisión Forever, interpretando al doctor Henry Morgan.
En 2018 protagonizó la serie Harrow,que se desarrolla en Australia, interpretando a un médico forense con una personalidad y un pasado particulares.
Iba a aparecer en la película "Doctor Strange en el Multiverso de la Locura" retomando su papel de Reed Richards como líder de Los 4 Fantásticos, pero finalmente, y debido a que el actor John Krasinski firmó para el reinicio que pretende Marvel, no aparece en la película como en un principio estaba pensado.

## Vida personal
Es conocido por ser defensor a ultranza de la cultura y el idioma galeses. Cuando se le sugirió cambiarse el nombre por "algo más fácil" se negó a hacerlo. Fue invitado y aceptado en la Gorsedd y Beirdd Ynys Prydain (la Orden Bárdica galesa de Gran Bretaña) en el grado más alto en el National Eisteddfod, en Meifod en 2003, con el nombre bardo "Ioan".
Ioan Gruffudd estuvo casado con la también actriz Alice Evans. Se conocieron durante el rodaje de 102 Dalmatians (102 dálmatas) y se casaron en México en 2007. Tuvieron dos hijas; Ella Betsi Janet, nacida el 6 de septiembre de 2009 y Elsie Marigold, nacida en febrero de 2013. Se separaron durante 2020 y el 1 de marzo de 2021 iniciaron su divorcio.

## Filmografía

### Cine y televisión
| Año       | Título                                                             | Papel                                     |
| --------- | ------------------------------------------------------------------ | ----------------------------------------- |
| 2024      | Bad Boys: Ride or Die                                              | Lockwood                                  |
| 2019      | The Professor and the Madman                                       | Henry Bradley                             |
| 2018      | Harrow (serie de televisión)                                       | Daniel Harrow                             |
| 2017      | Keep Watching                                                      | Carl Mitchell                             |
| 2017      | Liar (serie de televisión)                                         | Andrew Ellis                              |
| 2015      | San Andreas                                                        | Daniel Riddick                            |
| 2014-2015 | Forever                                                            | Dr. Henry Morgan                          |
| 2013      | Monday Mornings (serie de televisión)                              | Paolo                                     |
| 2012      | Castle (serie de televisión)                                       | Eric Vaughn                               |
| 2011      | Ringer                                                             | Andrew Martin                             |
| 2011      | Horrible Bosses                                                    | Wetwork Man                               |
| 2011      | Foster                                                             | Alec                                      |
| 2010      | Sanctum                                                            | Carl                                      |
| 2010      | The Kid                                                            | Colin Smith                               |
| 2008      | W.                                                                 | Primer ministro Tony Blair                |
| 2008      | The Secret of Moonacre                                             | Sir Benjamin                              |
| 2008      | Fireflies in the Garden                                            | Addison                                   |
| 2008      | Agent Crush                                                        | Agente Crush (voz)                        |
| 2007      | Fantastic Four 2: Rise of the Silver Surfer                        | Reed Richards                             |
| 2006      | Amazing Grace                                                      | William Wilberforce                       |
| 2006      | The TV Set                                                         | Richard McAllister                        |
| 2005      | Fantastic Four                                                     | Reed Richards                             |
| 2004      | King Arthur (El rey Arturo)                                        | Lancelot                                  |
| 2004      | Century City (serie de televisión)                                 | Lukas Gold                                |
| 2003      | This Girl's Life                                                   | Daniel                                    |
| 2003      | Hornblower: Duty (serie de televisión)                             | Comandante Horatio Hornblower             |
| 2003      | Hornblower: Loyalty (serie de televisión)                          | Comandante Horatio Hornblower             |
| 2002      | The Forsyte Saga (película para televisión)                        | Phillip Bosinney                          |
| 2002      | The Gathering                                                      | Dan Blakeley                              |
| 2002      | Shooters                                                           | Freddy Guns                               |
| 2001      | Black Hawk Down                                                    | Teniente John Beales                      |
| 2002      | Hornblower: Retribution (serie de televisión)                      | 3.er Teniente de navío Horatio Hornblower |
| 2002      | Hornblower: Mutiny (serie de televisión)                           | 3.er Teniente de navío Horatio Hornblower |
| 2001      | Happy Now                                                          | Sargento Max Bracchi                      |
| 2001      | Very Annie Mary                                                    | Hob                                       |
| 2001      | Another Life                                                       | Freddy Bywaters                           |
| 2000      | 102 dálmatas                                                       | Kevin Shepherd                            |
| 2000      | The Miracle Maker (película para televisión)                       | Jesús (voz)                               |
| 1999      | Solomon & Gaenor (Solomon y Gaenor)                                | Solomon Levinsky                          |
| 1999      | Great Expectations (Grandes esperanzas) (película para televisión) | Pip                                       |
| 1999      | Hornblower: The Frogs and the Lobsters (serie de televisión)       | Teniente Horatio Hornblower               |
| 1999      | Hornblower: The Duchess and the Devil (serie de televisión)        | Teniente Horatio Hornblower               |
| 1999      | Warriors (televisión)                                              | Teniente John Feeley                      |
| 1998      | Hornblower: The Examination for Lieutenant (serie de televisión)   | Teniente Horatio Hornblower               |
| 1998      | Hornblower: The Even Chance (serie de televisión)                  | Guardiamarina Horatio Hornblower          |
| 1997      | Titanic                                                            | 5º oficial Harold G. Lowe                 |
| 1997      | Wilde                                                              | John Gray                                 |
| 1996      | Poldark (serie de televisión)                                      | Jeremy Poldark                            |
| 1986      | Austin (película para televisión)                                  | Dafydd                                    |
| 1974      | Pobol y Cwm (serie de televisión)                                  | Gareth Wyn Harries (desde 1987 a 1994)    |